# ريان صديق
ريان صديق (مواليد 25 فبراير 1994) هو لاعب كرة قدم سعودي يلعب حاليًا في نادي الروضة.

## مسيرة اللاعب
مثل نادي الإتحاد في الفئات السنية و نادي الوحدة والعروبة ونادي الطائي ونادي أحد ونادي نجران ونادي جدة ونادي البكيرية ونادي الروضة.

## الحياة الشخصية
ريان هو ابن عم اللاعب منصور نمازي.